# Raied Neto
Raimundo Edmundo Barreto Neto (Canindé, 20 de novembro de 1978), mais conhecido como Raied Neto, ou Neto, é um cantor, compositor e empresário brasileiro. Tornou-se conhecido por ter integrado os vocais da banda Calcinha Preta.

## Carreira
Neto começou a cantar ainda na infância, impulsionado pelo pai, também músico. Profissionalmente, a primeira banda foi Cavalo de Pau e posteriormente, Forró Brasil. Mas a vida dele começou a mudar em maio de 2000, quando o cantor recebeu um convite para compor a banda Calcinha Preta.
- Em 2008, deixou os vocais da Calcinha Preta.[3] No grupo, gravou 19 CDs e 3 DVDs.
- Em 2009, ingressou na banda de forró cearense Amor Real.
- Em 2010, o cantor se afasta dos palcos para dedicar-se a esposa e ao filho.
- Em 2011, voltou aos palcos em carreira solo, com o projeto "Raied Neto & Banda".

Além de intérprete, o artista também é compositor, com canções como "Segredo", "Quebra-Cabeça", "Cansei" e "Cara a Cara". Após um período afastado dos holofotes, Raied retornou em 2016 em um projeto ao lado das irmãs Lili e Erika Barreto e voltou a ganhou repercussão no ano de 2018, após participação no programa Domingo Show, da TV Record.